# Comisión Electrotécnica Internacional
La Comisión Electrotécnica Internacional (CEI), también conocida por su sigla en inglés IEC (International Electrotechnical Commission), es una organización de normalización en los campos: eléctrico, electrónico y tecnologías relacionadas.

## Historia
La primera reunión del Congreso Eléctrico Internacional tuvo lugar en 1881 durante la Exposición Internacional de Electricidad que tuvo lugar en París. En aquel momento se acordó desarrollar un sistema internacional de unidades de medida eléctricas y magnéticas.
La CEI fue fundada en 1906, siguiendo una resolución del año 1904 aprobada en el Congreso Eléctrico Internacional en San Luis (Misuri). Su primer presidente fue lord Kelvin y la primera reunión se celebró el 26 de junio de 1906. Tenía su sede en Londres hasta que en 1948 se trasladó a Ginebra.
La CEI está integrada por los organismos nacionales de normalización, en las áreas indicadas, de los países miembros. En 2003, a la CEI pertenecían más de 60 países miembros. En 2020 había 88 miembros, cada uno de ellos representando a un país: 62 eran miembros plenos y 26 los miembros asociados.
CFE, Plisa, Actualización Suplychain, Block Chain and Fintech Gobernanza TI. Sustentabilidad y sostenibilidad, Gobernanza Huella del Carbono, Gobernanza cuidado del agua y ozono (O3) [2018-2021] C21 Indautor, Arco, DOF OMS
Linkendin, Fundación Carlos Slim Alphabet, Aprende Telcel Radiomovil Dipsa

## Estándares de la CEI
Numerosas normas se desarrollan junto con la Organización Internacional de Normalización, lo que da como resultados las normas ISO/IEC.
En 1938, el organismo publicó el primer diccionario internacional (International Electrotechnical Vocabulary) con el propósito de unificar la terminología eléctrica, esfuerzo que se ha mantenido en el tiempo. Las agencias de normalización de cada país se encargan, cuando proceda, de la traducción a otros idiomas, siendo el Vocabulario electrotécnico internacional (VEI) de España desarrollado por la UNE (Asociación Española de Normalización), miembro pleno de la CEI.
A la CEI se le debe el desarrollo y difusión de los estándares para algunas unidades de medida, particularmente el gauss, hercio y weber; así como la primera propuesta de un sistema de unidades estándar, el sistema Giorgi, que con el tiempo se convertiría en el sistema internacional de unidades.

## Estructura interna
Para su funcionamiento, así como el establecimiento de normativas, la CEI se divide en comités técnicos (TC), subcomités (SC), comités consultivos (AC) y comités especiales; los miembros de estos comités trabajan voluntariamente
Ejemplos de cada uno de ellos:
- Comité Técnico 77 (TC77): compatibilidad electromagnética entre equipos, incluyendo redes.
- Comité Internacional Especial sobre Interferencias de Radio (CISPR, Comité International Spécial des Perturbations Radioélectriques): es un comité especial (incluye miembros de otras organizaciones) sobre interferencias electromagnéticas en radiofrecuencia.
- Comité Consultivo sobre compatibilidad electromagnética (ACEC, Advisory Committee on Electromagnetic Compatibility): su misión es prevenir el desarrollo de estándares conflictivos entre diferentes comités como los anteriores.

Hay 97 comités técnicos y 77 subcomités, lo que suma 174 grupos de trabajo. Además, se pueden listar alfabéticamente los comités consultivos: ACEA, ACEC, ACEE, ACET, ACOS, ACSEC y ACTAD.

## Misión de la CEI
La misión de la CEI es promover entre sus miembros la cooperación internacional en todas las áreas de la normalización electrotécnica. Para lograrlo, han sido formulados los siguientes objetivos:
- Conocer las necesidades del mercado mundial eficientemente.
- Promover el uso de sus normas y esquemas de aseguramiento de la conformidad a nivel mundial.
- Asegurar e implementar la calidad de producto y servicios mediante sus normas.
- Establecer las condiciones de interoperabilidad de sistemas complejos.
- Incrementar la eficiencia de los procesos industriales.
- Contribuir a la implementación del concepto de salud y seguridad humana.
- Contribuir a la protección del ambiente.
- Dar a conocer los nuevos campos electrónicos.

## Miembros
La participación activa como miembro de la CEI brinda a los países inscritos la posibilidad de influir en el desarrollo de la normalización internacional, representando los intereses de todos los sectores nacionales involucrados y conseguir que se tomen en consideración. Asimismo, constituye una oportunidad para mantenerse actualizados en la tecnología de punta en el ámbito mundial.
Existen tres formas de participación ante la CEI: miembro pleno, miembro asociado y miembro preasociado. La CEI cuenta con 88 miembros en total, cada uno de ellos representando a un país, y estos países constituyen el 95 % de la energía eléctrica del mundo. Son 62 los miembros plenos, y 26 los miembros asociados.
Este organismo normaliza la amplia esfera de la electrotécnica, desde el área de potencia eléctrica hasta las áreas de electrónica, comunicaciones, conversión de la energía nuclear y la transformación de la energía solar o eólica en energía eléctrica.

### Miembros de pleno derecho
- Alemania
- Arabia Saudita
- Argelia
- Argentina
- Australia
- Austria
- Bélgica
- Bielorrusia
- Brasil
- Bulgaria
- Canadá
- Catar
- Chile
- China
- Colombia
- Corea del Sur
- Croacia
- Dinamarca
- Egipto
- Emiratos Árabes Unidos
- Eslovaquia
- Eslovenia
- España
- Estados Unidos
- Filipinas
- Finlandia
- Francia
- Grecia
- Hungría
- India
- Indonesia
- Irak
- Irán
- Irlanda
- Israel
- Italia
- Japón
- Kuwait
- Libia
- Luxemburgo
- Malasia
- México
- Nepal
- Nigeria
- Noruega
- Nueva Zelanda
- Omán
- Países Bajos
- Pakistán
- Perú
- Polonia
- Portugal
- Reino Unido
- República Checa
- Rumania
- Rusia
- Serbia
- Singapur
- Sudáfrica
- Suecia
- Suiza
- Tailandia
- Turquía
- Ucrania

### Miembros asociados (derechos de voto y gestiones limitados)
- Albania
- Baréin
- Bangladés
- Bosnia y Herzegovina
- Chipre
- Corea del Norte
- Cuba
- Estonia
- Etiopía
- Georgia
- Ghana
- Islandia
- Jordania
- Kazajistán
- Kenia
- Letonia
- Lituania
- Macedonia del Norte
- Malta
- Marruecos
- Sri Lanka
- Túnez
- Uganda
- Vietnam